# Selbstladebüchse SR1
Die Selbstladebüchse SR1 des Jagd- und Sportwaffenherstellers Merkel ist eine halbautomatische Jagdwaffe der neueren Generation. Die Technik ist sehr nah mit der des aktuellen Sturmgewehrs G36 der Bundeswehr verwandt.
System: Gasdrucklader mit Drehkopfverschluss